# Enedina Lloris i Camps
Enedina Lloris i Camps (Alfara del Patriarca, 1957) és una soprano valenciana.

## Biografia
Lloris i Camps naix a Alfara del Patriarca tot i que va créixer al poble veí de Godella, ambdós a l'Horta Nord. Va fer els estudis de cant al Conservatori Superior de Música de València, alhora que feia els de Magisteri a la Universitat de València. Va completar la seua formació musical al centre de perfeccionament del Teatro alla Scala de Milà, sota la direcció de Luciano Silvestri i Giulietta Simionato. Ha guanyat el concurs internacional de cant Toti dal Montea Itàlia i el Francesc Viñas a Barcelona, i a finals del 1983 va debutar a Treviso amb Il matrimonio segreto i després a Sabadell amb Lucia di Lamermoor. Immediatament, inicia la seua carrera internacional pels principalsteatres: Lisboa, Hamburg, Gènova, Berlín, Bonn, Marsella, París, Carnegie Hall de Nova York, Japó, etc., i a molts dels teatresespanyols, on obté grans èxits de públic i de crítica, especialment al Gran Teatre del Liceu de Barcelona, al Teatro Real i al Teatro de La Zarzuela de Madrid.
Ha actuat amb cantants prestigiosos, com Plácido Domingo, Alfredo Kraus, Josep Carreras, Sesto Bruscantini, José van Dam, Rocwel Blacke, Ernesto Palacio, Enzo Dara, Lella Cuberli, Joan Pons i Marilyn Horne. Ha cultivat altres gèneres, com el recital, l'oratori i la sarsuela.
Per motius de salut es va retirar dels escenaris i es va dedicar a la docència, i sovint forma part del jurat en concursos internacionals de cant. Ha estat membre del Consell Valencià de Cultura i de la Junta Rectora del Patronat per a Activitats Musicals de la Universitat de València, i està integrada en el cos docent de l'ESMUC d'ençà de la seva fundació.